# Contea di Waushara
La contea di Waushara (in inglese, Waushara County) è una contea dello Stato del Wisconsin, negli Stati Uniti. La popolazione al censimento del 2000 era di 23 154 abitanti. Il capoluogo di contea è Wautoma.